# Panizouje (sielsowiet Babiniczy)
Panizouje (pol. Ponizowie, pol. hist. Poddębce, biał. Панізоўе) — wieś na Białorusi, w obwodzie witebskim, w rejonie orszańskim, 2 km na południe od Orszy. Przez wieś biegnie droga magistralna M8. Wchodzi w skład sielsowietu Babinicze. 
W latach 1924–2009 wieś była siedzibą sielsowietu Panizouje. Dawna nazwa miejscowości to Poddębce.  
Na północ od wsi przy drodze do Mohylewa znajduje się uroczysko, w którym w latach 1930-1950 funkcjonariusze NKWD dokonywali masowych rozstrzeliwań. 